# Seattle SuperSonics

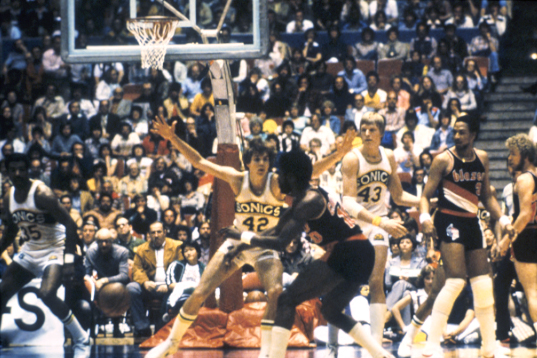
De Sonics in actie, vermoedelijk 1978

Seattle SuperSonics was een basketbalteam uit Seattle, Washington dat als zodanig bestond van 1967 tot 2008. De club verhuisde daarna naar Oklahoma City en ging verder als Oklahoma City Thunder. Seattle SuperSonics speelde een deel van haar bestaan in de Pacific Division (1970-2004) en een deel in de Northwest Division (2004-2008) van de NBA . Haar thuisbasis was de  KeyArena, met uitzondering van 1978-1985 (Kingdome) en 1994-1995 (Tacoma Dome).
Seattle SuperSonics bereikte drie keer de finale van de NBA en werd in 1978/79 kampioen.

## Oud-spelers
- Ray Allen (Hall of Fame)
- Fred Brown (nummer (32) teruggetrokken)
- Kevin Durant
- Patrick Ewing (Hall of Fame)
- Spencer Haywood (Hall of Fame, nummer (24) teruggetrokken)
- Dennis Johnson (Hall of Fame)
- Shawn Kemp
- Rashard Lewis
- Šarūnas Marčiulionis (Hall of Fame)
- Nate McMillan (nummer (10) teruggetrokken)
- Gary Payton (Hall of Fame)
- Detlef Schrempf
- Jack Sikma (Hall of Fame, nummer (43) teruggetrokken)
- David Thompson (Hall of Fame)
- Slick Watts
- Paul Westphal (Hall of Fame)
- Lenny Wilkens (Hall of Fame, nummer (19) teruggetrokken)
- Gus Williams (nummer (1) teruggetrokken)

## Erelijst
- NBA Champions  (1x): 1979

- Western Conference Champions  (3x): 1978, 1979, 1996

- Division Champions  (6x) : 1979, 1994, 1996, 1997, 1998, 2005